# 聖何塞德洛斯莫利諾斯區
13°55′58″S 75°40′15″W / 13.9329°S 75.6709°W
聖何塞德洛斯莫利諾斯區（西班牙語：Distrito de San José de los Molinos）是秘魯的一個區，位於該國中南部伊卡大區的伊卡省，始建於1876年6月14日，面積363.2平方公里，海拔高度535米，2005年人口5,734，人口密度每平方公里16人。